# Campo Maior (Piauí)
Pour les articles homonymes, voir Campo Maior.
Campo Maior est une ville brésilienne du centre-nord de l'État du Piauí. Elle se situe par une latitude de 04° 49' 40" sud et par une longitude de 42° 10' 08" ouest, à une altitude de 125 mètres. Sa population était estimée à 43 126 habitants en 2006. La municipalité s'étend sur 1 699 km2.

## Maires
| Période | Période | Identité                    | Étiquette | Qualité |
| ------- | ------- | --------------------------- | --------- | ------- |
| 2009    | 2012    | João Félix de Andrade Filho | PPS       |         |